# كهف هولي بوي
كهف هولي بوي (بالإنجليزية: Holy Boy's Cave)‏ هو كهف يقع ضمن أقاليم ما وراء البحار البريطانية في منطقة جبل طارق التابعة للتاج البريطاني.